# Изофия русская
Изофия русская (лат. Isophya rossica) — вид прямокрылых насекомых из семейства Настоящие кузнечики.

## Описание
Длина тела 23—28 мм. Общая окраска — зелёная. По бокам тела имеются желтые полосы, иногда снизу оттененные красновато-коричневыми более узкими полосками Крылья укорочены, у самцов выступают из-под приподнятой сзади переднеспинки, у самок не короче половины её длины, с округленным задним краем. Яйцеклад самок сильно зазубренный, длиной 15—16 мм. Переднеспинка у обоих полов без перетяжки в средней части, с прямым верхним краем.

## Ареал
Является эндемиком возвышенностей Русской равнины. В первой половине XX века вид был весьма распространенным и обычным обитателем луговых и степных биотопов Среднерусской возвышенности и Донецкого кряжа. Затем в результате освоения целинных степей данного региона возникло сокращение ареала и численности вида. В Белгородской области достоверно известна находка вида из Губкинского района, где вид встречается единично — последние находки вида здесь датируются 1983 годом.

## Биология
Населяет исключительно целинные разнотравно-ковыльные степи, являясь характерным представителем фауны данных биотопов. Фитофаг — питается растениями. Кузнечики активны в светлое время суток. В солнечную погоду обычно держится на соцветиях растений семейств сложноцветных, мареновых и других растений. Период размножения приходится на июль-август. Яйца откладываются самкой в стебли, путём проделывания в них продольных пропилов яйцекладом. В середине мая из яиц выходят личинки, чье развитие длится около двух месяцев.

## Охрана
Вид занесен в Красную книгу Белгородской области. Охраняется на участке «Ямская степь» природного заповедника Белогорье.